# Gammaropsis anomala
Gammaropsis anomala is een vlokreeftensoort uit de familie van de Photidae. De wetenschappelijke naam van de soort is voor het eerst geldig gepubliceerd in 1926 door Chevreux.